# Таборсильо (остров)
Таборси́льо (исп. Taborcillo), остров Джона Уэйна — небольшой частный остров у побережья Панамы, который когда-то принадлежал американскому киноактёру Джону Уэйну. В настоящее время, с 1997 года, принадлежит австрийскому бизнесмену, издателю Who is Who Ральфу Хюбнеру, на острове находится курортный отель и парк развлечений для отдыха европейских и американских туристов.

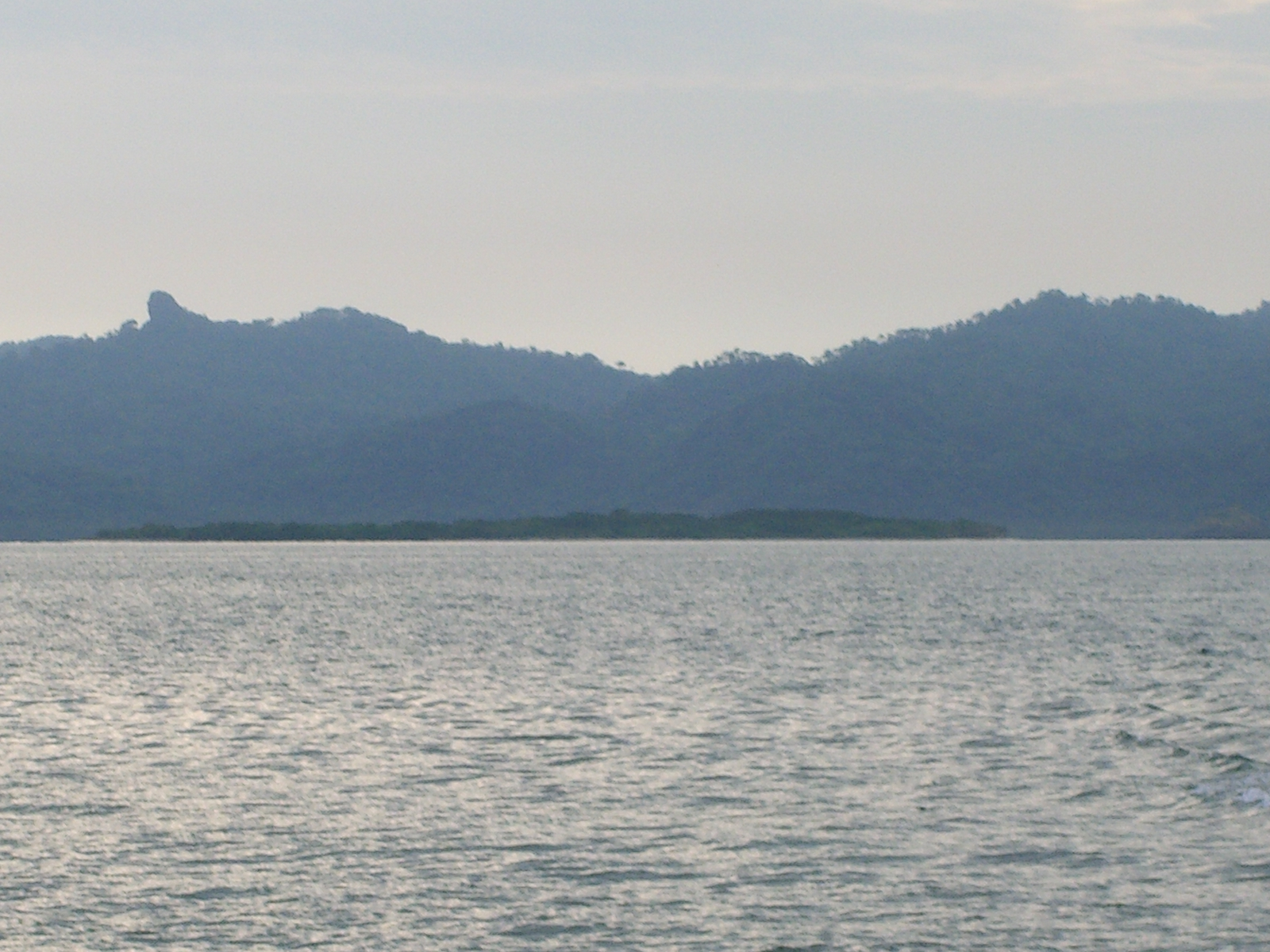
остров Таборсильо у берегов Панамы

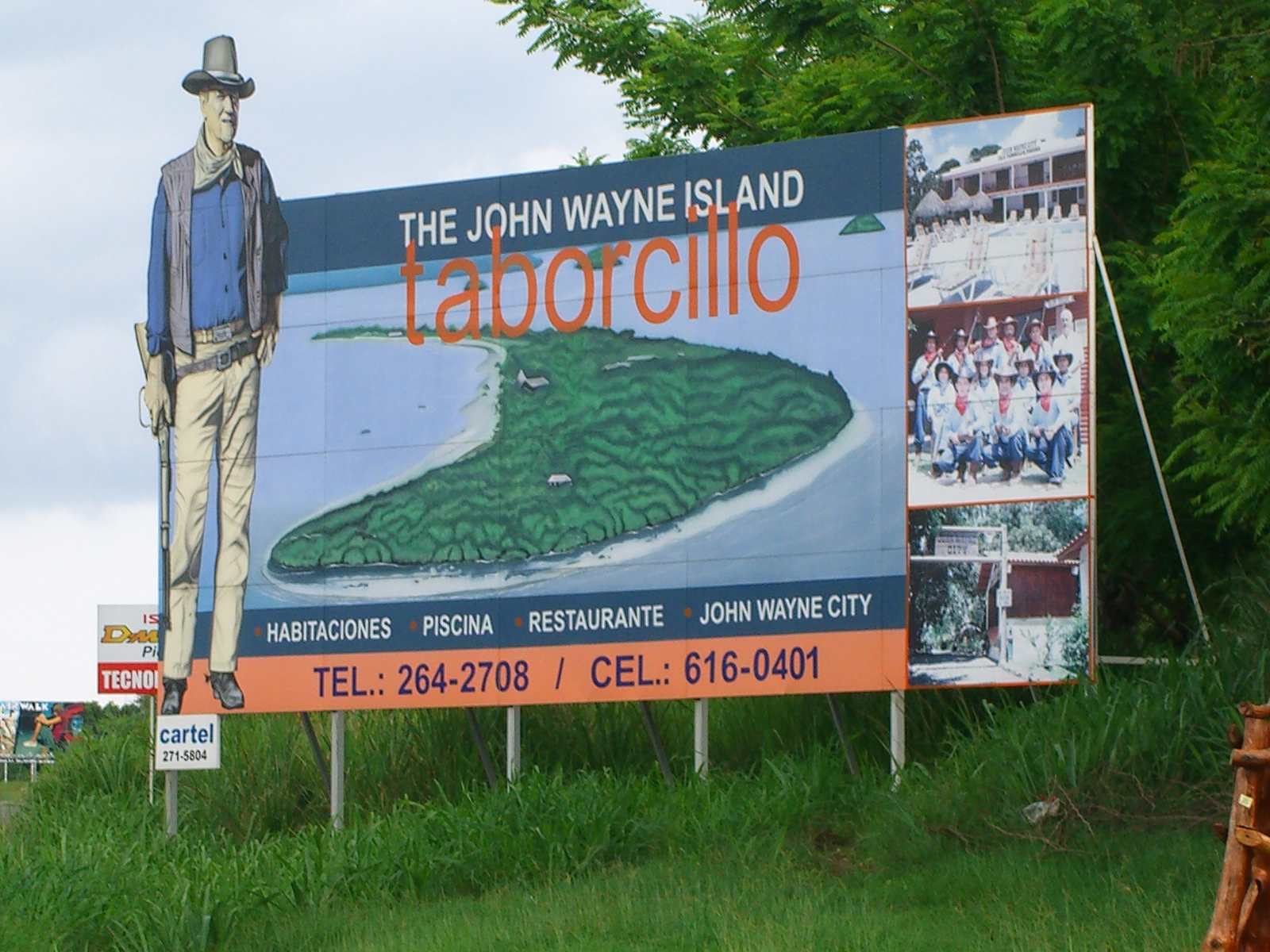
придорожный знак на пути к Острову Джона Уэйна